# Twelve Bar Blues Band
Twelve Bar Blues Band is een  Nederlandse bluesband.
De band bestond van 2005 tot 2015. In 2022 kwam de band weer bij elkaar, bracht een live cd uit en besloot door te gaan. In juni 2023 stond de band onder andere op het grote Playing With Fire Festival in Omaha, Nebraska, Verenigde Staten.

## Discografie
- 2006 - The Blues Has Got Me[1][2]
- 2008 - E-mail From Heaven[1]
- 2010 - Key To Your Heart[2]
- 2012 - Life Is Hard[3]
- 2023 - Live (opname van een reünietournee)[4]